# Брат
Брат (также полноро́дный или родно́й брат) — мальчик/мужчина по отношению к другому ребёнку (детям) своих родителей:
- Старший брат — мальчик/мужчина по отношению к более младшему ребёнку (детям) своих родителей.
- Младший брат — мальчик/мужчина по отношению к более старшему ребёнку (детям) своих родителей.
- Привенчанный брат (устар.) — брат, рождённый до брака родителей и ими признанный.

Единоутро́бный брат (одноутро́бный) — мальчик/мужчина по отношению к другому ребёнку своей матери, но от другого отца.
Единокро́вный брат (однородный) — происходящий от одного отца, но разных матерей.
Сво́дный брат — это состояние родства, возникающее при вступлении двух родителей в повторный для каждого из них обоих брак, между их детьми от предыдущих браков. Другими словами, у сводных братьев/сестёр нет общих родителей и их связывает семейное отношение, но не биологическое родство.
Двоюродный брат (или кузен, от фр. cousin), — мальчик/мужчина по отношению к ребёнку дяди или тёти = сын дяди или тёти.
Слово «брат» восходит к индоевропейскому корню, этимология которого современными исследованиями отклоняется как недоказуемая. Корень изначально обозначал членов мужского союза, братства или всех родичей мужского пола и лишь впоследствии в диалектах был переосмыслен для обозначения кровного родства: кровного брата. Переосмысление происходило неоднородно, поэтому в греческом сохранилось значение φράτωρ - «член братства», а кровного брата обозначает описательный термин άδελφός , буквально — единоутробный. Такая же ситуация сохранилась в осетинском языке.